# Macarena Gómez

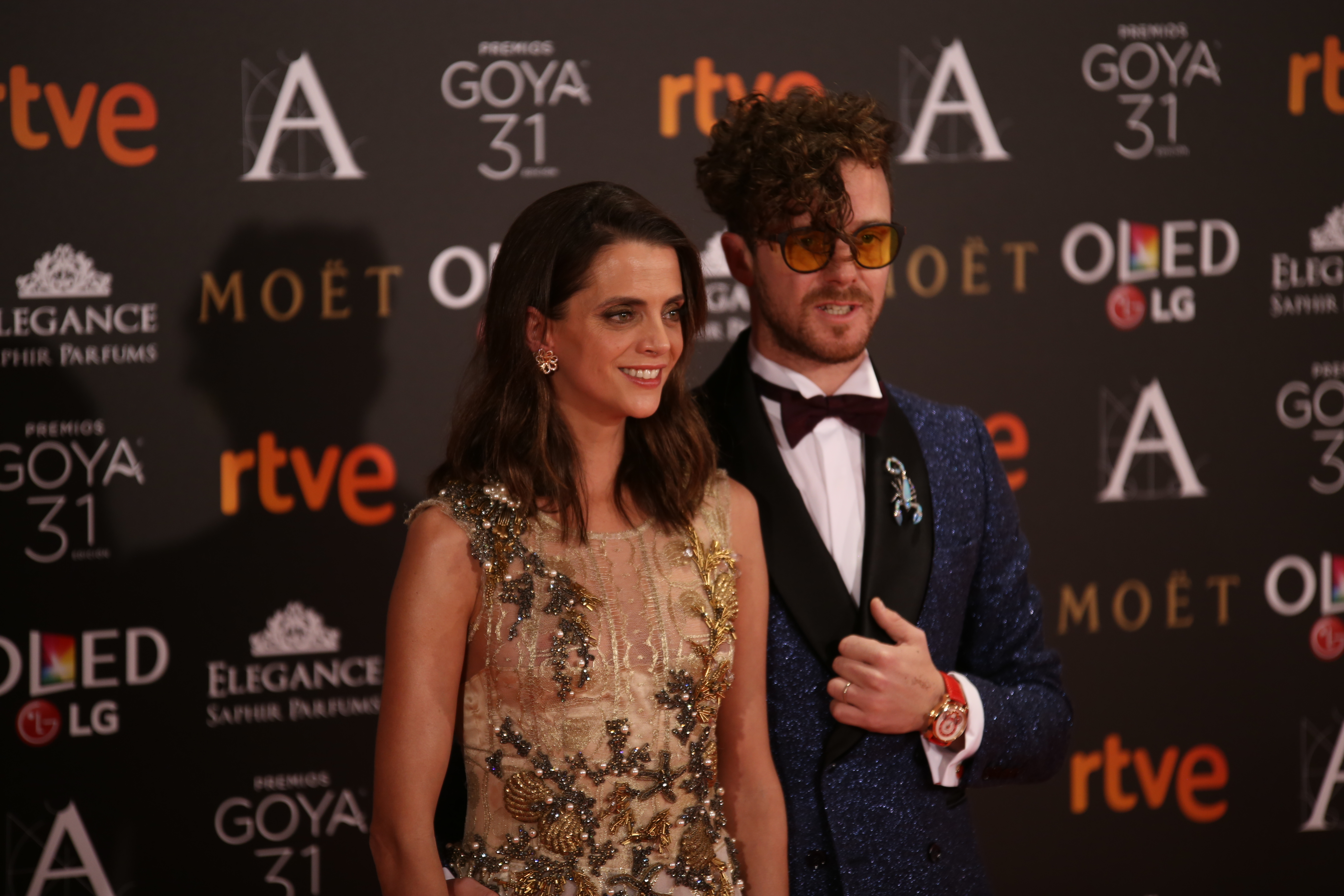
Macarena Gómez i Aldo Comas na gali nagród Goya (2017)

Macarena Gómez (ur. 2 lutego 1978 w Kordobie) – hiszpańska aktorka, która wystąpiła m.in. w serialu La que se avecina.

## Biografia
Ukończyła Rose Bruford College Drama School w Londynie. Jako aktorka zadebiutowała w 2001. Najbardziej znana z roli kapłanki Uxíi Cambarro w horrorze Dagon oraz z głównej roli w komediowym horrorze Sexy killer (2008). Jako aktorka telewizyjna pojawiła się między innymi w telenoweli La que se avecina. Od 2013 prezentuje reklamy telewizyjne dla hiszpańskiej grupy bankowej Bankia.
W 2018 roku zagrała Dolores w filmie dramatyczno biograficzno historycznym El fotógrafo de Mauthausen wraz z Mario Casasem i Alainem Hernándezem.￼

## Życie prywatne
W czerwcu 2013 roku Macarena Gómez poślubiła muzyka i reżysera filmowego Aldo Comasa.

## Filmografia
- Rosas rotas (2001), reżyser: Aleix Masferrer López
- Dagon (2001), reżyser: Stuart Gordon
- O'Donnell 21 (2002), reżyser: Yoel Dahan
- Nieves (2003), reżyser: Alberto Palma
- Flying Saucers (2003), reżyser: Óscar Aibar
- Un mystique determinado (2003), reżyser: Carles Congost
- S Club Seeing Double(2003), reżyser: Nigel Dick
- Una pasión singular (2003), reżyser: Antonio Gonzalo
- Rapados (2004), reżyser: Román Parrado
- Romasanta: The Werewolf Hunt (2004), reżyser: Paco Plaza
- Aurora Borealis (2004), reżyser: Lisbeth Dreyer
- Neon Flesh (2005), autor: Paco Cabezas
- Luminaria (2005), reżyser Álvaro Giménez Sarmiento
- 20 centímetros (2005), reżyser Ramón Salazar
- Diario de un skin (2005), reżyser: Jacobo Rispa
- El Calentito (2005), reżyser: Chus Gutiérrez
- Hot milk (2005), reżyser: Ricardo Bofill
- Contracuerpo (2005) reżyser: Eduardo Chapero-Jackson
- La Dama Boba (2006), reżyser: Manuel Iborra
- To Let (2006), reżyser: Jaume Balague
- Sr. Rosso (2007), reżyser: Jaume Balagueró
- Epílogo (2008), reżyser: Zoe Berriatúa
- Vámonos de aquí (2008), reżyser: Nydia García
- 4000 euros (2008) reżyser: Richard Jordan
- La noche que dejó de llover (2008), reżyser: Alfonso Zarauza
- Sexy killer (Sexykiller, morirás por ella, 2008), reżyser: Miguel Martí
- Mejor que nunca (2008), reżyser: Dolores Payás
- Acción reacción (2008), reżyser: David Ilundain
- Carlota (2009), reżyserowie: Jorge Mañes i Nilo Mur
- Un suceso neurasténico en la vida de Ernesto Cadorna (2009), reżyser: Fernando Ronchese
- Marisa (2009), reżyser: Nacho Vigalondo
- Quédate conmigo (2010), reżyser: Zoe Berriatúa
- Neon Flesh (2010), reżyser: Paco Cabezas
- Quédate conmigo (2010), reżyser: Zoe Berriatúa
- Miedo (2010), reżyser: Jaume Balagueró
- Esto no es amor (2010), reżyser: Javier San Román
- Intereses Mundanos Bar Mut (2011), reżyserowie: Christian Molina i Serpico Ramses Albiñana
- The Norm (2011), reżyserowie: J. Prada i K. Prada
- La última víctima (2011), reżyser: Ángel Gómez Hernández
- Verbo (2011), reżyser: Eduardo Chapero-Jackson
- Merry Little Christmas (2011), reżyserowie: Manuel Marín i Ignacio Martín Lerma
- Cementerio de elefantes (2011), reżyser: Darío Paso
- Mi primer amanecer (2011), reżyser: Chus Gutiérrez
- La niña (2012), reżyser: Alberto Carpintero
- Papá te quiere mucho (2012), reżyser: Lucía Valverde
- Ratas (2012), reżyser: Jota Linares
- Y la muerte lo seguía (2012), reżyser: Ángel Gómez Hernández
- The Summer Side (2012), reżyser: Antonia San Juan
- Holmes. Madrid Suite 1890 (2012), reżyser: José Luis Garci
- The Curse (2012), reżyser: Aldo Comas
- Blink (2013), reżyser: Diego Latorre
- Witching & Bitching (2013), reżyser: Álex de la Iglesia
- Al final todos mueren (2013), reżyserowie: David Galán Galindo, Roberto Pérez Toledo, Pablo Vara, Javier Botet and Javier Fesser
- Las cinco crisis del Apocalipsis (2013), reżyser: Manu Ochoa
- Witch Girl (2014), reżyser: Ricardo Uhagon Vivas
- Shrew's Nest (2014), reżyserowie: Juanfer Andrés i Esteban Roel
- Vibraciones (2014), reżyserowie: Miguel Martí i Alberto Ros
- Bath Time (2014), reżyser: Eduardo Casanova
- Hijas (2015), reżyserowie: J. Prada i K. Prada
- The Horror Network Vol. 1 (2015), różni reżyserowie
- Vostok (2015), reżyser: Miquel Casals
- Una mañana cualquiera (2015), reżyser: Miguel Martí
- The Heroes of Evil (2015), reżyser: Zoe Berriatúa
- Relaxing Cup of Coffee (2016), reżyser: José Semprún
- 249. La noche en que una becaria encontró a Emiliano Revilla (2016) reżyser: Luis María Ferrández
- Secuestro (2016), reżyser Mar Tarragona
- El desconcierto (2016), reżyser: Alberto Carpintero
- Behind (2016), reżyser: Ángel Gómez Hernández
- It's My Closet and I Cry If I Want To (2016), reżyser: Inés de León
- Void Chair (2016), reżyser: Xavier Miralles
- Ma Belle (2017), reżyser: Antoni Caimari Caldés
- The Black Gloves (2017), reżyser: Lawrie Brewster
- Killing God (2017), reżyserowie: Caye Casas i Albert Pintó
- Pieles (2017), reżyser: Eduardo Casanova
- Camisa de fuerza (2018), reżyser: Ivan Mulero
- The Photographer of Mauthausen (2018), reżyser: Mar Targarona
- Affection (2018), reżyser: Ángel Gómez Hernández
- Up Among the Stars (2018), reżyser: Zoe Berriatúa
- Black Label (2018), reżyser: David Vergés
- Bicho (2018), reżyser: Christopher Cartagena González
- The Rodriguez and the Beyond (2019), reżyser: Paco Arango
- Instant Love (2019), reżyserowie: Suso Imbernón i Juanjo Moscardó Rius
- The Crack: Inception (2019), reżyser: José Luis Garci
- Trivial (2019), reżyserowie: Sandra Reina i Fran Menchón
- El Cerro de los Dioses (2019), reżyser: Daniel M. Caneiro
- Boi (2019), reżyser: Jorge M. Fontana
- Nadie muere en Ambrosía (2020), reżyser: Héctor Valdez
- 75 días (2020), reżyser: Marc Romero
- Quiero contarte algo (2020), reżyser: J.K. Álvarez
- Confinamiento Incluido (2021), reżyser: Miguel Martí (w postprodukcji)

## Seriale
- Raquel busca su sitio (2000)
- Hospital Central (2002)
- Padre coraje (2002)
- La vida de Rita (2003)
- Al filo de la ley (2005)
- Divinos (2006)
- La que se avecina (2007–2020)
- El hombre de tu vida (2016)
- I Know Who You Are (2017)
- Dorien (2017-2018)
- 30 srebrników (od 2020)

## Nagrody i wyróżnienia
- 2004: Srebrna Bíznaga dla najlepszej aktorki, Festiwal Filmów Hiszpańskich w Maladze Nieves
- 2006: Srebrna Bíznaga dla najlepszej aktorki, Festiwal Filmów Iberyjskich Badajoz La Dama Boba
- 2009: Najlepsza aktorka, Fantasporto Sexykiller
- 2012: Srebrna Tesela dla najlepszej aktorki, Festiwal Alicante Del lado del verano
- 2015: Nominacja do nagrody Goya w kategorii: Najlepsza aktorka za film Gniazdo ryjówek (2014)[5].